# Крастева, Цветана
Цветана Крастева — болгарская биатлонистка, участница Кубка мира по биатлону.

## Биография
В Кубке мира по биатлону дебютировала в 1988 году. На этапах соревнования завоевала две золотые, четыре серебряные и две бронзовые медали в личных гонках, а также три золотые и семь серебряных медалей в командных соревнованиях в составе сборной. Участвовала в пяти чемпионатах мира по биатлону подряд — с 1986 по 1990 год. Завоевала три медали чемпионата мира — серебро в спринте и в эстафете в Файстрице-ан-дер-Драу в 1989 году, бронзу командной гонки в Холменколлен в 1990 году. Завершила карьеру в 1992 году.